# Vierschanzentournee 1975/76
Bei der 24. Vierschanzentournee 1975/76 fand das Springen in Oberstdorf am 30. Dezember statt, am 1. Januar folgte das Springen in Garmisch-Partenkirchen und am 4. Januar das Springen in Innsbruck. Die Veranstaltung in Bischofshofen wurde am 6. Januar durchgeführt.

## Teilnehmer
Zur Vorbereitung für die Olympischen Spiele, die einige Wochen später in Innsbruck stattfanden, reisten alle Skisprungnationen außer den Japanern und Italienern an. Obwohl nur 15 Mannschaften meldeten, nahmen letztlich 95 Springer teil, da einige Nationen mehr Springer als sonst nominierten; allen voran die Schweden, die acht Springer in den Wettbewerb schickten. Darüber hinaus genoss der österreichische Auswahltrainer Baldur Preiml das Privileg, aus einer großen Schar von guten Springern auswählen zu können, so dass er letztlich 13 Springer nominierte, von denen aber nur acht alle vier Sprungwettbewerbe absolvierten. Nach dem furiosen Comeback im Vorjahr, bei dem die Austria-Adler einen Dreifacherfolg in der Gesamtwertung feiern konnten, waren die Preiml-Schützlinge unweigerlich in der Favoritenrolle und hatten mit Karl Schnabl sowie Vorjahressieger Willi Pürstl erneut zwei Siegkandidaten im Aufgebot. Edi Federer, immerhin Vorjahreszweiter, fiel ob der Qualität seiner Mannschaftskollegen sogar durchs Sieb und kam nur als Vorspringer zum Einsatz, ebenso das Talent Alois Lipburger. Erstmals schnupperte auch der erst 16-jährige Armin Kogler als Vorspringer Tourneeluft. Die Fachleute hatten hingegen im Vorfeld noch einen anderen Österreicher auf der Rechnung, der bis dahin bei der Vierschanzentournee noch nicht richtig zum Zuge gekommen war. Mit 15 Jahren beim Neujahrsspringen 1974 debütierend, war Toni Innauer im Vorjahr beim Auftakt in Oberstdorf schwer gestürzt. Doch wenige Wochen später wurde er Junioren-Europameister und gewann kurz darauf das legendäre Springen am Holmenkollen, mit gerade einmal 16 Jahren. Da Innauer bei den ersten Trainingssprüngen in der Olympiasaison schon eine hervorragende Form zeigte, war er zu den Favoriten zu zählen. Größter Konkurrent der Österreicher war die Mannschaft aus der DDR um den Doppelweltmeister und Tourneesieger von 1974, Hans-Georg Aschenbach, sowie den aktuellen Vizeweltmeister im Skifliegen, Rainer Schmidt. Die Schützlinge von Trainer Dieter Neuendorf hatten sich vom Schock der letzten Saison erholt und hatten vor allem auf dem Materialsektor mit den Österreichern gleichgezogen. Anstelle von Eberhard Seifert und Heinz Wosipiwo waren der Neuling Martin Weber und Rückkehrer Bernd Eckstein nominiert worden. Allerdings war man nicht frei von Sorgen. Hans-Georg Aschenbach hatte sich Anfang September 1975 einer Knieoperation unterziehen müssen und der auf seinen Durchbruch wartende Danneberg war nur knapp einer Schulteroperation entgangen und sprang mit Verband. Von den anderen Mannschaften waren allenfalls einzelne Athleten zum erweiterten Favoritenkreis zu zählen. Allen voran war der Schweizer Walter Steiner zu nennen, Tourneezweiter von 1974, der nach verletzungsbedingter Abwesenheit im Vorjahr sein Tourneecomeback gab. Bei der Skiflug-Weltmeisterschaft im März 1975 am Kulm hatte er mit Platz zehn schon unter Beweis gestellt, dass er das Skispringen nicht verlernt hatte. Hinzu kamen der aktuelle Skiflugweltmeister Karel Kodejška sowie der Dauerbrenner Rudolf Höhnl aus der Tschechoslowakei, der starke Pole Stanisław Bobak und die sowjetischen Springer um Altmeister Gari Napalkow, aus deren Reihen immer wieder neue Talente in die Weltspitze vorstießen. Bei den Skandinaviern hingegen war außer dem Norweger Frithjof Prydz, Vierter der letzten Skiflug-Weltmeisterschaft, weit und breit kein Siegspringer in Sicht. Der bundesdeutsche DSV erhoffte sich mit dem neuen Bundestrainer Wolfgang Happle frische Impulse.
| Nation             | Athleten |
| ------------------ | --- |
| BR Deutschland     | Alfred Grosche, Sepp Schwinghammer, Rudi Tusch, Peter Leitner, Frank Rombach, Albert Wursthorn                                                               |
| DDR                | Henry Glaß, Rainer Schmidt, Hans-Georg Aschenbach, Dietrich Kampf, Jochen Danneberg, Dietmar Aschenbach, Bernd Eckstein, Martin Weber                        |
| Österreich         | Reinhold Bachler, Willi Pürstl, Hans Millonig, Karl Schnabl, Toni Innauer, Rudi Wanner, Walter Schwabl, Walter Habersatter jr., Hans Wallner, Rupert Gürtler |
| Bulgarien          | Ivan Jankov, Zdravko Zdravkov, Walentin Boschkow, Petar Dimitrov                                                                                             |
| Finnland           | Esko Rautionaho, Jouko Törmänen, Tapio Räisänen, Pekka Hyvärinen, Esa Mattila, Harri Blumén, Tauno Käyhkö                                                    |
| Frankreich         | Gilbert Poirot, Philippe Jacoberger, Michel Roche, Jean-Claude Gaillard                                                                                      |
| Jugoslawien        | Branko Dolhar, Bogdan Norčič, Janez Demšar, Janez Lostrek, Peter Štefančič, Marko Mlakar                                                                     |
| Kanada             | Peter Wilson, Richard Grady, Richard Graves, Paul Martin, Kim Fripp, Donald Grady                                                                            |
| Norwegen           | Kai Solbustad, Johan Sætre, Finn Halvorsen, Per Bergerud, Odd Grette, Bjarne Naes, Frithjof Prydz                                                            |
| Polen              | Aleksander Stołowski, Adam Krzysztofiak, Stanisław Bobak, Janusz Waluś, Tadeusz Pawlusiak                                                                    |
| Schweden           | Christer Karlsson, Odd Brandsegg, Thomas Lundgren, Håkon Lindbæck, Anders Lundqvist, Rolf Nordgren, Nils-Olov Westberg, Lennart Elimä                        |
| Schweiz            | Hans Schmid, Ernst von Grünigen, Robert Mösching, Ernst Egloff, Walter Steiner, Josef Bonetti                                                                |
| Sowjetunion        | Juri Kalinin, Alexei Borowitin, Sergei Suslikow, Alexander Karapusow, Gari Napalkow, Juri Iwanow, Sergei Saitschik                                           |
| Tschechoslowakei   | Rudolf Höhnl, Karel Kodejška, Leoš Škoda, Jindřich Balcar, Ivo Felix, Jaroslav Balcar, Zdeněk Jánouch                                                        |
| Vereinigte Staaten | Greg Windsperger, Jerry Martin, Chris McNeill, Ron Steele |

## Regeländerungen
Nach der Materialschlacht des Vorjahres, bei der die Österreicher durch neue Sprunganzüge, neue Sprungskimodelle und Schaftstiefel kurzfristig der Konkurrenz enorm überlegen waren und einen überraschenden Dreifacherfolg feiern konnten, hatte die FIS durch Änderungen im Reglement versucht, wieder einheitliche Bedingungen für alle Springer zu schaffen und den Experimenten im Materialbereich Grenzen zu setzen. Damit wurden fast alle Materialinnovationen Baldur Preimls rückgängig gemacht und verboten. Die neue Regel 440 der Internationalen Wettkampfordnung der FIS verbot nun, an verwendeten Ausrüstungen und Geräten Veränderungen und Formen anzubringen, welche die Flugeigenschaften zusätzlich begünstigen oder vermehrte Gefahren mit sich bringen. Nachfolgend konkretisierten noch insgesamt sieben Punkte, was bei den Sprunganzügen erlaubt war. Zudem wurde nun die Regel eingeführt, dass die drei besten Springer jedes Sprungwettbewerbes nach der Siegerehrung ihre Sprunganzüge zur Kontrolle zu bringen hatten. Da unter anderem die sportliche Leitung des DSLV im Zusammenwirken mit anderen nationalen Verbänden auf die Regeländerungen gedrängt hatte, gewann das Duell Österreich-DDR an zusätzlicher Schärfe.

## Oberstdorf
- Datum: 30. Dezember 1975[6]
- Land:  BR Deutschland
- Schanze: Schattenbergschanze
- Zuschauer: 20.000

Der mit Spannung erwartete Zweikampf Österreich-DDR hielt, was er versprach und endete mit dem ersten Einzelsieg Toni Innauers bei der Tournee. Schon nach dem Training war der noch 17-Jährige von den Fachleuten mit vorn erwartet wurden. Aus der DDR-Auswahl machte ihm aber vor allem Jochen Danneberg das Leben schwer, der nach dem ersten Durchgang noch führte. Spannung erhielt der Wettkampf vor allem dadurch, dass nach einem guten Sprung eines DDR-Athleten der nächste Österreicher immer noch einen draufsetzen konnte. Einzig Vorjahressieger Pürstl musste nach einem Sturz bereits nach dem ersten Durchgang seine Hoffnungen auf eine gute Platzierung begraben. Im zweiten Durchgang warf Danneberg mit 109 m den Fehdehandschuh, was bis dahin Tagesbestweite bedeutete. Doch Innauer konnte mit der Einstellung des Schanzenrekordes von 110 m antworten und letztlich verdient das Auftaktspringen, wie es auch einhellig von verschiedenen Trainern bekundet wurde, für sich entscheiden. Altmeister Reinhold Bachler belegte einen für ihn hervorragenden dritten Platz vor Hans-Georg Aschenbach. Mit dem Polen Bobak (6.), dem Schweizer Steiner (9.) und etwas überraschend dem bundesdeutschen Sepp Schwinghammer (10.) konnten sich nur drei Springer aus anderen Nationen in den großen Zweikampf einmischen. Hochgelobt wurde einhellig das hohe Niveau des Springens, welches bei gleichen Materialien einwandfrei ablief. Die hitzigen Materialdiskussionen im Vorfeld schienen bereits vergessen.
| Pos. | Springer              | Land           | Punkte |
| ---- | --------------------- | -------------- | ------ |
| 01   | Toni Innauer          | Österreich     | 252,2  |
| 02   | Jochen Danneberg      | DDR            | 249,8  |
| 03   | Reinhold Bachler      | Österreich     | 247,1  |
| 04   | Hans-Georg Aschenbach | DDR            | 242,8  |
| 05   | Stanisław Bobak       | Polen          | 239,2  |
| 06   | Rudolf Wanner         | Österreich     | 239,0  |
| 07   | Karl Schnabl          | Österreich     | 238,2  |
| 08   | Bernd Eckstein        | DDR            | 237,0  |
| 09   | Walter Steiner        | Schweiz        | 236,1  |
| 10   | Sepp Schwinghammer    | BR Deutschland | 229,8  |

## Garmisch-Partenkirchen
- Datum: 1. Januar 1976[8]
- Land:  BR Deutschland
- Schanze: Große Olympiaschanze

Beim Neujahrsspringen ging der Zweikampf DDR-Österreich weiter und erneut konnte sich Toni Innauer durchsetzen. Allerdings war der Wettkampf weniger dramatisch als das Auftaktspringen, wofür vor allem ein Föhneinbruch mit verantwortlich war. Dies zeigte sich unter anderem darin, dass im zweiten Durchgang vier Fünftel der Springer nicht mehr die Weiten aus dem ersten Durchgang überbieten konnten. Dazu gehörte auch Innauer, der letztlich nur dank seiner Tagesbestweite von 95 m im ersten Durchgang knapp vor Landsmann Karl Schnabl siegte, welcher sich als einer der wenigen im zweiten Durchgang nochmal etwas steigern konnte. Auf den dritten Platz kam Jochen Danneberg ein, der sich mit den zwei Österreichern bereits nach dem ersten Durchgang mit Weiten jenseits der 90 m vom restlichen Feld abgesetzt hatte. Die Dominanz der Österreicher war in Garmisch nicht mehr so ausgeprägt, Vorjahressieger Pürstl musste mit Platz 44 endgültig alle Top-Ten-Ambitionen begraben. Mit den Plätzen fünf und zehn zeigten erstmals die sowjetischen Springer ihr Können, der sechste Platz des Schweizers von Grünigen kam eher überraschend. In der Gesamtwertung führte Innauer vor Danneberg, allerdings lagen mit sechs Punkten Unterschied keine Welten zwischen den beiden Spitzenspringern. Die österreichische Dominanz zeigte sich dergestalt, dass unter den sechs besten Springern allein vier von Preimls Schützlingen platziert waren. Neben Danneberg konnte nur Hans-Georg Aschenbach den Österreichern Paroli bieten.
| Zwischenstand nach 2 Springen | Zwischenstand nach 2 Springen | Zwischenstand nach 2 Springen |
| Pos.                          | Springer                      | Punkte                        |
| ----------------------------- | ----------------------------- | ----------------------------- |
| 01.                           | Innauer                       | 483,5                         |
| 02.                           | Danneberg                     | 477,3                         |
| 03.                           | Schnabl                       | 467,8                         |
| 04.                           | Bachler                       | 461,8                         |
| 05.                           | Aschenbach                    | 455,0                         |
| 06.                           | Wanner                        | 445,5                         |

| Pos. | Springer              | Land        | Punkte |
| ---- | --------------------- | ----------- | ------ |
| 01   | Toni Innauer          | Österreich  | 231,3  |
| 02   | Karl Schnabl          | Österreich  | 229,5  |
| 03   | Jochen Danneberg      | DDR         | 227,5  |
| 04   | Reinhold Bachler      | Österreich  | 214,7  |
| 05   | Alexei Borowitin      | Sowjetunion | 213,0  |
| 06   | Ernst von Grünigen    | Schweiz     | 212,9  |
| 07   | Stanisław Pawlusiak   | Polen       | 212,5  |
| 08   | Hans-Georg Aschenbach | DDR         | 212,2  |
| 09   | Dietmar Aschenbach    | DDR         | 208,6  |
| 10   | Alexander Karapusow   | Sowjetunion | 207,7  |

## Innsbruck
- Datum: 4. Januar 1976[10]
- Land:  Österreich
- Schanze: Bergiselschanze
- Zuschauer 30.000

Mit Spannung wurde von den Zuschauern dem dritten Sieg von Toni Innauer entgegengefiebert, denn alles andere als ein Sieg des Österreichers stand kaum zur Debatte. Aber der Sprungtag endete mit einer Riesenenttäuschung, die aber vor allem den Wetterunbilden zuzuschreiben war. Bereits am Vortag war das Training am Ende abgebrochen worden, da Ausläufer des sogenannten Capella-Orkans auch in Österreich ihr Unwesen trieben und den Sprungbetrieb mit hohen Windgeschwindigkeiten beeinflussten. Am Sprungtag selbst wurde aus diesem Grund nur ein Probedurchgang angesetzt, um gleich darauf mit dem Wettbewerb beginnen zu können. Als jedoch der 18-jährige Peter Leitner, getragen von einer Windböe, den Schanzenrekord um 3 m auf 103 m verbesserte, entschloss sich die Jury, den ersten Durchgang nach 20 Springern mit verkürztem Anlauf zu wiederholen. Dennoch herrschten weiterhin Windspitzen mit bis zu 10 m/s, die eben auch dem Topfavoriten Innauer zum Verhängnis wurden. Zu früh vom Tisch weggekommen musste er den Sprung abbrechen, um einen Sturz zu vermeiden. Mit 73 m landete er dabei um über 20 m kürzer als die besten Springer des ersten Durchgangs. Nach diesem führten mit Bachler, Schnabl und Wanner dennoch drei Österreicher vor Danneberg die Wertung an. Im zweiten Durchgang konnte sich der Thüringer jedoch am meisten steigern und sprang mit 99,5 m Tagesbestweite und 10,5 m weiter als im ersten Durchgang. Dies reichte am Ende für den Tagessieg knapp mit 1,4 Punkten Vorsprung vor Karl Schnabl, der sich im zweiten Durchgang ebenfalls gesteigert hatte. Reinhold Bachler belegte abermals den dritten Platz. Mit Rang vier meldete sich auch wieder Walter Steiner zurück, der damit in der Gesamtwertung einige Plätze gut machte. Diese führte nun Danneberg an, denn Innauer verlor durch seinen verpatzten ersten Sprung und einen 24. Platz in der Tageswertung über 40 Punkte auf Danneberg und rutschte sogar von den Podiumsrängen auf Rang vier in der Gesamtwertung. Mit zehn Punkten Rückstand war nun Karl Schnabl der ärgste Kontrahent von Danneberg. Mit Platz 34 in der Tageswertung hatte sich nun auch Hans-Georg Aschenbach vom Kampf um einen Podiumsplatz in der Gesamtwertung verabschiedet.
| Zwischenstand nach 3 Springen | Zwischenstand nach 3 Springen | Zwischenstand nach 3 Springen |
| Pos.                          | Springer                      | Punkte                        |
| ----------------------------- | ----------------------------- | ----------------------------- |
| 01.                           | Danneberg                     | 698,2                         |
| 02.                           | Schnabl                       | 687,4                         |
| 03.                           | Bachler                       | 679,5                         |
| 04.                           | Innauer                       | 665,0                         |
| 05.                           | Wanner                        | 650,9                         |
| 06.                           | Steiner                       | 640,2                         |

| Pos. | Springer           | Land             | Punkte |
| ---- | ------------------ | ---------------- | ------ |
| 01   | Jochen Danneberg   | DDR              | 220,9  |
| 02   | Karl Schnabl       | Österreich       | 219,5  |
| 03   | Reinhold Bachler   | Österreich       | 217,7  |
| 04   | Walter Steiner     | Schweiz          | 208,3  |
| 05   | Rudi Wanner        | Österreich       | 205,4  |
| 06   | Rudolf Höhnl       | Tschechoslowakei | 203,0  |
| 07   | Hans Wallner       | Österreich       | 198,1  |
| 08   | Johan Sætre        | Norwegen         | 196,5  |
| 08   | Walter Schwabl     | Österreich       | 196,5  |
| 10   | Sepp Schwinghammer | BR Deutschland   | 195,7  |
| ...  |                    |                  |        |
| 24   | Toni Innauer       | Österreich       | 181,5  |

## Bischofshofen
- Datum: 6. Januar 1976[12]
- Land:  Österreich
- Schanze: Paul-Außerleitner-Schanze

Bei strömendem Regen wollte Toni Innauer die Scharte von Innsbruck auswetzen, und das gelang ihm eindrucksvoll. Allerdings sah es nach dem ersten Durchgang noch gar nicht danach aus: Erstmals gaben nun Springer aus anderen Mannschaften als der DDR und Österreich den Ton an. Bereits in Innsbruck in die Top Ten gesprungen, führte der Norweger Johan Sætre nach einem 100-Meter-Sprung die Wertung an. Dahinter folgte der starke Bobak aus Polen vor Jochen Danneberg und Toni Innauer. Karl Schnabl, Dannebergs ärgster Konkurrent in der Gesamtwertung, lag zu diesem Zeitpunkt 4,3 Punkte in der Tageswertung hinter dem Gesamtführenden. Im zweiten Durchgang steigerte sich vor allem Innauer fulminant, der mit 108 m den Schanzenrekord um 2 m verbesserte. Diese bedeutete mit einigem Abstand den dritten Tagessieg für den Österreicher vor Bobak und Sætre. Karl Schnabl verbesserte sich zwar mit 104 m noch auf den vierten Platz und platzierte sich damit vor Danneberg, allerdings waren beide Athleten bei dem engen Ausgang des Wettbewerbs nur um 1,5 Punkte getrennt. Reinhold Bachler krönte mit einem hervorragenden fünften Platz seine beste Tourneesaison.
| Pos. | Springer         | Land             | Punkte |
| ---- | ---------------- | ---------------- | ------ |
| 01   | Toni Innauer     | Österreich       | 236,2  |
| 02   | Stanisław Bobak  | Polen            | 225,5  |
| 03   | Johan Sætre      | Norwegen         | 225,0  |
| 04   | Karl Schnabl     | Österreich       | 223,5  |
| 05   | Reinhold Bachler | Österreich       | 222,4  |
| 06   | Jochen Danneberg | DDR              | 222,0  |
| 07   | Rudolf Wanner    | Österreich       | 218,0  |
| 08   | Bernd Eckstein   | DDR              | 216,9  |
| 09   | Rudolf Höhnl     | Tschechoslowakei | 212,2  |
| 10   | Alexei Borowitin | Sowjetunion      | 211,2  |

## Gesamtstand
Den mit Spannung erwarteten Zweikampf DDR-Österreich entschieden die Alpen-Adler deutlich für sich, mit vier Springern unter den besten Fünf stellten sie mit Abstand die beste Mannschaft. Den Tourneesieg schnappte sich aber Jochen Danneberg aus der DDR, woraus in der Folge eine enorm aufgeheizte Stimmung im Vorfeld der Olympischen Spiele in Österreich entstand. Tragischer Held war zweifelsohne Toni Innauer, der trotz dreier Tagessiege die Tournee nicht gewinnen konnte, letztlich sogar um die Winzigkeit von 0,7 Punkten einen Podiumsplatz verpasste. Der Österreicher ist seitdem bisher der letzte Springer, dem dieses Missgeschick widerfuhr. Seinen Frieden schloss Innauer mit der Tournee als Athlet nicht mehr, auch im Folgejahr belegte er nur den vierten Platz. Dennoch hatte Auswahltrainer Baldur Preiml neben Innauer mit Schnabl, dem wiedererstarkten Routinier Bachler und auch Rudi Wanner eine ganze Reihe von Medaillenkandidaten für die Olympischen Spiele in seiner Mannschaft. Bei der DDR-Auswahl war die Stimmung hingegen gemischt. Zwar war die Freude über den fünften Tourneesieger und den insgesamt siebten Gesamtsieg für die DDR groß, aber hinter Danneberg klaffte in der DDR-Auswahl schon eine erhebliche Lücke. Konnte Rückkehrer Bernd Eckstein mit Platz neun noch überzeugen, blieben die restlichen DDR-Springer unter ihren Möglichkeiten. Drei Wochen vor Olympia hatten sich zudem mit dem Polen Bobak, dem Schweizer Steiner und auch dem Norweger Saetre weitere Mitfavoriten aufgezeigt.
| Rang | Name               | Nation           | Gesamt- wertung | Oberst- dorf | Garmisch- Partenk. | Inns- bruck- | Bischofs- hofen |
| ---- | ------------------ | ---------------- | --------------- | ------------ | ------------------ | ------------ | --------------- |
| 01   | Jochen Danneberg   | DDR              | 920,0           | 249,8 / 02.  | 227,5 / 03.        | 220,9 / 01.  | 222,0 / 06.     |
| 02   | Karl Schnabl       | Österreich       | 910,9           | 238,2 / 07.  | 229,6 / 02.        | 219,6 / 02.  | 223,5 / 04.     |
| 03   | Reinhold Bachler   | Österreich       | 901,9           | 247,1 / 03.  | 214,7 / 04.        | 217,7 / 03.  | 222,4 / 05.     |
| 04   | Toni Innauer       | Österreich       | 901,2           | 252,2 / 01.  | 231,3 / 01.        | 181,5 / 24.  | 236,2 / 01.     |
| 05   | Rudi Wanner        | Österreich       | 868,9           | 239,0 / 06.  | 206,5 / 13.        | 205,4 / 05.  | 218,0 / 07.     |
| 06   | Stanisław Bobak    | Polen            | 851,4           | 239,2 / 05.  | 196,7 / 22.        | 190,0 / 15.  | 225,5 / 02.     |
| 07   | Walter Steiner     | Schweiz          | 848,6           | 236,1 / 09.  | 195,8 / 24.        | 208,3 / 04.  | 208,4 / 14.     |
| 08   | Rudolf Höhnl       | Tschechoslowakei | 847,8           | 227,8 / 11.  | 204,8 / 15.        | 203,0 / 06.  | 212,2 / 09.     |
| 09   | Bernd Eckstein     | DDR              | 834,8           | 237,0 / 08.  | 191,1 / 27.        | 189,8 / 16.  | 216,9 / 08.     |
| 10   | Sepp Schwinghammer | BR Deutschland   | 831,6           | 229,8 / 07.  | 195,0 / 26.        | 195,7/ 10.   | 211,1 / 11.     |